# Oreocharis flabellata
Oreocharis flabellata är en tvåhjärtbladig växtart som först beskrevs av Cheng Yih Wu och Hsi Wen Li, och fick sitt nu gällande namn av Mich. Möller och A. Weber. Oreocharis flabellata ingår i släktet Oreocharis och familjen Gesneriaceae. Inga underarter finns listade i Catalogue of Life.